# Walter Schock
Walter Schock (* 3. April 1920 in Stuttgart-Wangen; † 21. Dezember 2005 in Stuttgart) war ein deutscher Motorsportler und erfolgreicher Renn- und Rallyefahrer der 1950er- und 1960er-Jahre.

## Karriere
Im Jahr 1955 holte Schock mit Rolf Moll (1928–2023) bei der Rallye Monte Carlo den dritten Platz der Gesamtwertung und wurde in der Folge hinter Werner Engel Vize-Rallye-Europameister. 1956 wurde er Internationaler Deutscher Meister und mit Rolf Moll Rallye-Europameister, Deutscher Sportwagenmeister in der GT-Klasse bis 1300 Kubikzentimeter Hubraum und Sieger des Eifelrennens. Für seine besonderen Leistungen im Motorsport zeichnete ihn Bundespräsident Theodor Heuss 1957 mit dem Silbernen Lorbeerblatt aus. 1960 gewann Schock die Europatourenwagenmeisterschaft und mit Beifahrer Moll auf Mercedes-Benz 220 SE die Rallye Monte Carlo. Auch die Plätze zwei und drei gingen an Mercedes, an Eugen Böhringer/Hermann Socher und Roland Ott/Eberhard Mahle. Siege bei den Rallyes Polen, Sestriere und Akropolis rundeten die Jahresbilanz ab. Zum Saisonende erhielt Schock den Goldenen Mercedesstern mit Rubin. Die Fédération Internationale de l’Automobile (FIA) überreichte ihm die Große Goldmedaille, der Automobilclub von Deutschland (AvD) ehrte ihn mit dem Goldenen Sportabzeichen mit Eichenlaub.
1972 belegte Schock in der Seniorenwertung der Rallye Monte Carlo den zweiten Platz. 1988 kürte ihn die Stadt Stuttgart zum „Sportpionier“ und 1992 verlieh ihm die Bundesrepublik Deutschland das Bundesverdienstkreuz am Bande. Walter Schock starb im Jahr 2005 im Alter von 85 Jahren in seiner Heimatstadt Stuttgart.

## Statistik

### Einzelergebnisse in der Sportwagen-Weltmeisterschaft
| Saison | Team        | Rennwagen            | 1   | 2   | 3   | 4   | 5   | 6   | 7   |
| ------ | ----------- | -------------------- | --- | --- | --- | --- | --- | --- | --- |
| 1957   | Fritz Riess | Mercedes-Benz 300 SL | BUA | SEB | MIM | NÜR | LEM | KRI | CAR |
| 1957   | Fritz Riess | Mercedes-Benz 300 SL | 20  |     |     |     |     |     |     |